# Heliconius parva
Heliconius parva är en fjärilsart som beskrevs av Heinrich Neustetter 1928. Heliconius parva ingår i släktet Heliconius och familjen praktfjärilar. Inga underarter finns listade i Catalogue of Life.